# V leru
V leru je slovenski črnobeli celovečerni dramski film iz leta 1999. Za Burgerja je to celovečerni prvenec.

### Zgodba
Večni študent Dizi v študentskem domu popiva, karta in gleda televizijo. V njegovo sobo se vseli bruc Marko, preprost in dobrodušen fant iz Trbovelj, ki ima nosečo punco Ano. Dizi ne opazi Eve, ki ji je všeč, naveličana Marina pa mu pove, da ga zapušča. Ko gredo skupaj na izlet, Ana dobi popadke. Nova družina stopi Dizijev cinizem.

## Financiranje in produkcija
Projekt je ocenjen na 48.550.000 tolarjev (202.292 evrov). Podprl ga je Filmski sklad RS (64.763 evrov oz. 15 miljonov tolarjev za postprodukcijo). Produciral ga je Danijel Hočevar iz E-Motion filma z RTV Slovenija - Jaroslav Skrušny (250.000 nemških mark in tehnična oprema. Po besedah Burgerja je RTV znesek 25 mil. tolarjev znižal na 20 mil. tolarjev).
Film se je spotoma razvil iz manjšega, enournega RTV projekta. Hočevar se je pridružil kasneje in tako projekt končno spravil v tek. Naturščike je dva meseca trenirala Nataša Burger. Film je bil posnet v študentskem naselju v Rožni dolini, kjer so skupaj živeli, da bi začutili, kaj pomeni biti študent in bili tako bolj avtentični. Burger se je odločil za črnobelo, da barve ne bi zmotile pustote študentske sobe. Bolj kot pomanjkanje denarja ga je zmotila odsotnost poskusnih vaj.
Za 120.000 DEM je film odkupil kanal Arte.

## Odziv kritikov in gledalcev

### Kritiki
Ženja Leiler je pohvalila dramaturgijo, tekoč ritem, dobro izdelane like in lucidnokomentirajoče detajle. Pri Burgerju, ki je bil do takrat neznan tudi slovenski strokovni javnosti, je pohvalila discipliniranost, nadarjenost, svežino in izogibanje poceni komedijanstvu. Janeza Rusa je označila za zaklad filma, Mojco Fatur pa za nežno in skoraj eterično. Zmotil jo je le teatralični avtomobilski prizor z odhajajočo Dizijevo punco.
Peter Kolšek je napisal, da dober scenarij bolj nagovarja ljudsko prestavo o študentih kot študente same. Pohvalil je nepokvarjeno začetniško gorečnost dovolj usposobljenega Burgerja, naravne naturščike in prilegajočega se Cvitkoviča. Všeč mu je bilo, da film pri svoji predstavitvi ni gnjavil z nastopaško retoriko kot Temni angeli usode. Zdelo se mu, da noče biti žanrska fascinacija ali nacionalna atrakcija, ampak hoče samo povedati drobno zgodbo o retardiranem življenju. V leru je označil za produkt posrečene kombinacije entuziazma in nadarjenosti, ki se je v mladosti že zgodila Klopčiču in Hladniku in nikoli ne bo mogla postati splošen recept za slovensko kinematografijo. Na koncu je dodal, da nadarjenosti, kakršno kažejo njegovi ustvarjalci, slovenskemu filmu na splošno primanjkuje in je ni mogoče proizvesti s sistemsko urejenostjo.
Samo Rugelj je v svoji analizi ob izidu filma napisal, da je študentska publika za uspeh filma premalo, da so glavni liki jasno orisani ter zato dobra podlaga za stranske like, konflikte in komične situacije, da imajo Slovenci radi komedijo, ki je v filmu ne primanjkuje in da ni motečih znanih igralcev, ki so postali pogosta ovira za uspeh, ampak le sveži obrazi, ter da konkurenca ni premočna. Izrazil je pričakovanje, da bo film ob svojih kvalitetah in bližini vojne (takratno bombardiranje Srbije) segel vsaj do 50.000 gledalcev in tako zadal udarec tistim, ki prisegajo na visoke proračune. Nekaj let kasneje je film označil za pravi začetek slovenske filmske pomladi.
Marcel Štefančič je v svoji knjigi Slovenski film 2.0 film uvrstil v kategorijo Nebesa.

### Obisk v kinu
Film je videlo 55.988 gledalcev.

## Zasedba
- Jan Cvitkovič: Dizi
- Nataša Burger: Marina
- Janez Rus: Marko
- Mojca Fatur: Ana
- Branko Hostnik: Sašo
- Ksenija Jambrošić: Saška
- Matjaž Javšnik: Slavko
- Polona Lovšin: Evica
- Drago Milinović: Beno

## Ekipa
- fotografija: Simon Tanšek
- glasba: Drago Ivanuša
- montaža: Miloš Kalusek
- scenografija: Andraž Trkman
- kostumografija: Polonca Valentinčič
- maska: Vida Levičar

## Nagrade

### 2. Festival slovenskega filma 1999
- nagrada za celovečerni film
- nagrada za scenarij
- nagrada slovenskih filmskih kritikov Fipresci
- nagrada občinstva
- Stopov igralec leta: Jan Cvitkovič
- Stopova obetavna igralka leta: Mojca Fatur[11]

## Udeležbe na festivalih
- Karlovy Vary. Mednarodni Filmski Festival. tekmovalni program[12] - mednarodna premiera (6. julij 1999)

## Izdaje na nosilcih
- V leru. videokaseta. Ljubljana : Karantanija cinemas, 1999
- V leru. video DVD. Ljubljana : A. G. Market, 2005. zbirka Vrhunci filmoteke (časnik Delo)

## Glasba iz filma
- Porno film; V leru. glasba za 2 filma. Nika Records, 2000